# Abd al-Karim ibn Abd al-Wáhid ibn Mughith
Abd al-Karim ibn Abd al-Wáhid ibn Mughith fue un general del Emirato de Córdoba a las órdenes del emir Hisham I de al-Ándalus.
En el año 794 asoló con dos columnas el reino de Asturias; la comandada por Abd al-Karim atacó de nuevo Álava sin problemas, mientras que su hermano Abd al-Málik ibn Abd al-Wáhid ibn Mughith, que atacaba el centro del reino fue derrotado y muerto en la batalla de Lutos. En 795 fueron dos columnas dirigidas por Abd al-Karim las que derrotaron a los asturianos en las batallas de las Babias, en la del río Quirós y en la del río Nalón, y en 796 mandó otra columna dirigida contra el reino de Asturias.